# Thuốc chống sinh vật nguyên sinh
Thuốc chống sinh vật nguyên sinh (mã ATC: ATC P01) là một nhóm dược phẩm được sử dụng trong điều trị nhiễm trùng sinh vật nguyên sinh.
Sinh vật nguyên sinh có ít điểm chung với nhau (ví dụ, Entamoeba histolytica, một sinh vật một lông roi cơ thể nhân thực, có liên quan ít chặt chẽ với Naegleria fowleri, một sinh vật hai lông roi có cơ thể nhân chuẩn, hơn là Homo sapiens, mà thuộc về nhóm phát sinh loài sinh vật một lông roi) và như vậy tác nhân chống lại một mầm bệnh có thể không hiệu quả đối với tác nhân khác.
Chúng có thể được nhóm theo cơ chế  hoặc theo sinh vật. Các bài báo gần đây cũng đã đề xuất sử dụng vi-rút để điều trị nhiễm trùng do động vật nguyên sinh.

## Công dụng y tế
Thuốc chống sinh vật nguyên sinh được sử dụng để điều trị nhiễm trùng nguyên sinh, trong đó bao gồm amebiasis, giardia, cryptosporidiosis, microsporidiosis, sốt rét, babesiosis, trypanosomiasis, bệnh Chagas, leishmaniasis, và toxoplasmosis. Hiện nay, nhiều phương pháp điều trị các bệnh nhiễm trùng này bị hạn chế bởi độc tính của chúng.

## Thuật ngữ lỗi thời
Ngày xưa sinh vật nguyên sinh được coi là sinh vật nguyên sinh, nhưng cuối những loại sinh vật đa bào đã trải qua phát triển nhanh chóng, tuy nhiên trong văn học, trong đó có khoa học, có xu hướng kéo dài việc sử dụng các thuốc chống độc sinh vật nguyên nhân hạn khi chúng thực sự có nghĩa là chống sinh vật đơn bào. Sinh vật đơn bào là một siêu thể loại của nhân thực bao gồm động vật nguyên sinh.

## Cơ chế
Các cơ chế của thuốc chống sinh vật nguyên sinh khác biệt đáng kể so với thuốc. Ví dụ, có vẻ như eflornithine, một loại thuốc dùng để điều trị bệnh trypanosomia, ức chế ornithine decarboxylase, trong khi kháng sinh / antiprotozoal aminoglycoside được sử dụng để điều trị bệnh leishmania được cho là ức chế tổng hợp protein.

## Ví dụ
- Eflornithine
- Furazolidone
- Hydroxychloroquine
- Melarsoprol
- Metronidazole
- Nifursemizone
- Nitazoxanide
- Ornidazole
- Paromomycin sulfat
- Pentamidin
- Pyrimethamine
- Quinaccoramine
- Tinidazole